# Сон Попова
Сон Попова (также Сон статского советника Попова) — сатирическая поэма А. К. Толстого, написанная в 1873 году. При жизни автора не публиковалась, расходилась в списках, первая публикация — в Берлине, в 1878 году. В России поэма впервые была напечатана в 1882 году в декабрьском номере «Русской старины».

## Сюжет и его интерпретация
Внешний уровень сюжета — анекдотический («Приснился раз, бог весть с какой причины, советнику Попову страшный сон: поздравить он министра в именины в приёмный зал вошёл без панталон…»). Однако современники, в первую очередь, И. Тургенев и Л. Толстой, а также Н. Котляревский, отмечали глубину проникновения в психологию русского чиновничества. Поэма была первым произведением русской литературы, где говорилось вслух о существовании ІІІ отделения. Д. Святополк-Мирский именовал «Сон Попова» «вершиной русской юмористической поэзии: смесью острой, колкой сатиры и чистого наслаждения весёлой нелепицей».
Согласно устному преданию, А. Толстой, выстраивая образ министра, использовал черты П. А. Валуева, однако создавал не пасквиль, а собирательный портрет бюрократа, рядящегося в либеральную фразеологию. В одном из анонимных стихотворных ответов на поэму, также распространявшихся в списках, выражается возмущение за осмеивание другого министра — А. В. Головнина. Литературовед И. Ямпольский отмечал, что монолог министра в поэме, либеральный по форме, но из которого нельзя сделать никаких определённых выводов, — «верх сатирического мастерства Толстого». Комический эффект достигается разницей между словесным либерализмом и расправой над Поповым за то, что забыв надеть брюки, он учинил «ниспровержение властей». Равным образом министр быстро меняет вежливое «вы» на грубое «ты». Речь полковника полковника из III Отделения также строится на контрасте, когда сентиментальный лиризм очень быстро переходит в угрозы. Неудивительно, что Попов быстро признаётся во всех предъявляемых ему преступлениях и сдаёт своих друзей и близких.